# Líšnice (Olomouc)
Líšnice (in tedesco Lexen) è un comune della Repubblica Ceca facente parte del distretto di Šumperk, nella regione di Olomouc.